# Aero Pines Mobile Home Park
Aero Pines Mobile Home Park es un área no incorporada ubicada en el condado de Yuba en el estado estadounidense de California.

## Geografía
Aero Pines Mobile Home Park se encuentra ubicada en las coordenadas 39°27′26″N 121°17′21″O / 39.45722, -121.28917.